# هزیود

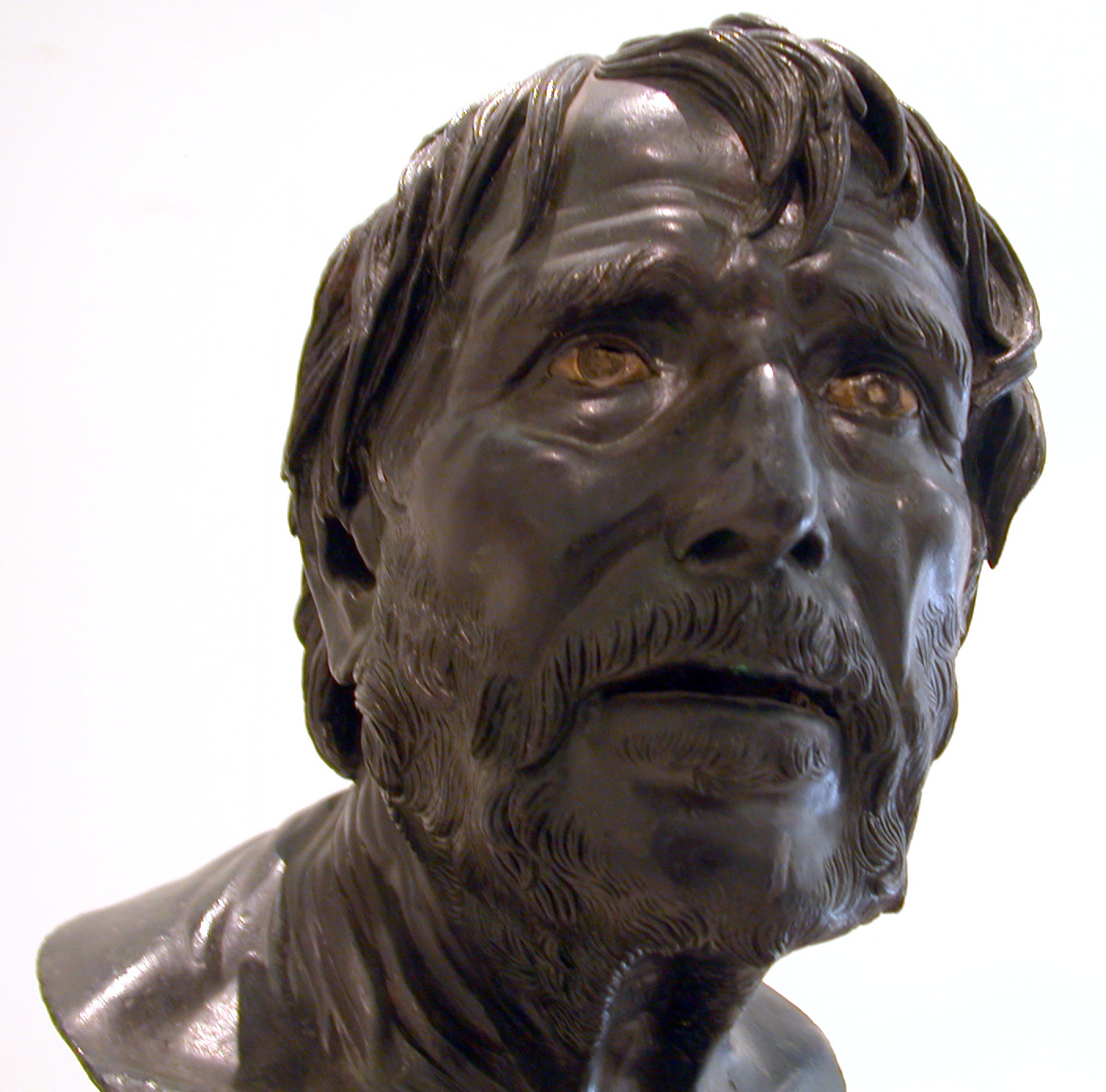
مجسمهٔ برنزی باستانی، که اصطلاحاً شبه سنکا نامیده می‌شود و امروزه حدس می‌زنند که می‌تواند تصویری خیالی از هزیود باشد.

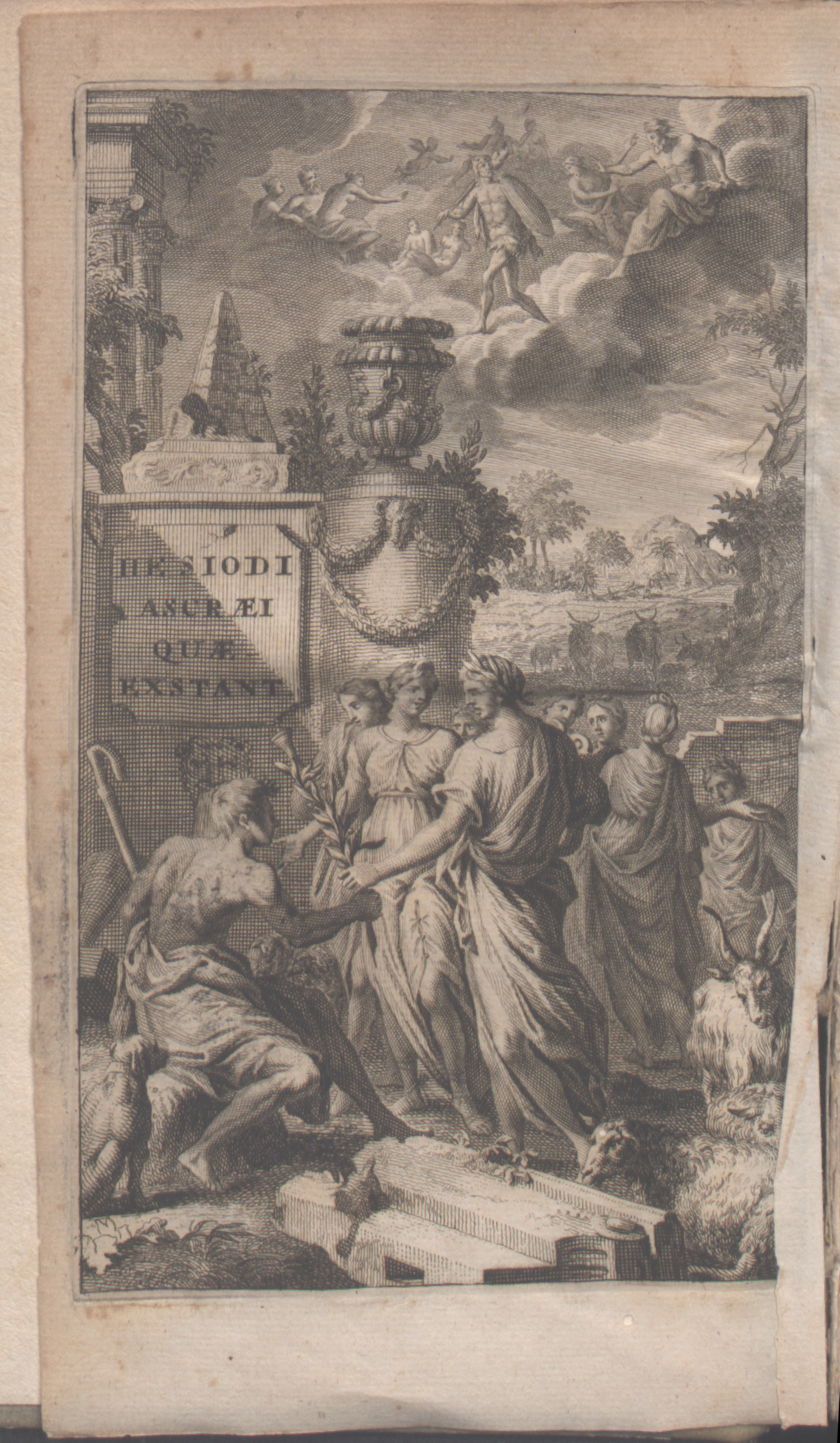
طرح گرافیکی با نام «مجموعه نوشته‌های هسیود اسکرائوس، Hesiodi Ascraei quaecumque exstant»، 1701

هسیود یا هزیود یا هسیودوس (زاده: ۸۴۶ قبل از میلاد، درگذشت: ۷۷۷ قبل از میلاد)، شاعر یونانی و سرایندهٔ مشهورترین منظومهٔ «تبارنامهٔ خدایان» بود. وی که پس از هومر، محبوب ترین شاعر کلاسیسیسم یونان محسوب می‌شود از اهالی آسکرا واقع در بویوتیا بود و در سدهٔ هشتم قبل از میلاد می‌زیست. خانوادهٔ هزیود، اهل کومه در آئولیس بودند.
او احتمالاً تحت تأثیر اندیشهٔ مشرق‌زمین قرار گرفته بود و به همین دلیل، تاریخ آفرینش جهان و تبار خدایان را برای منظومه‌ای حماسی و تربیتی برگزید. دانشمندان امروزی از او به‌عنوان منبع اصلی اساطیر یونانی، اصول کشاورزی، اندیشه‌های اولیه علم اقتصاد، اخترشناسی کهن یونانی، و تاریخ ابزارهای زمان یاد می‌کنند.

## زندگی‌نامه
هزیود بر طبق یک روایت تاریخی، در سال ۸۴۶ قبل از میلاد متولد شده و در سال ۷۷۷ قبل از میلاد درگذشته‌است، اما برخی از دانشمندان و تاریخ‌نویسان تولد او را به ۶۵۰ ق.م هم رسانیده‌اند، ولی وی به احتمال قوی، صد سال قبل از تاریخ اخیر زندگی می‌کرده‌است.
وی در شهر کومه (کیمه) از بلاد آیولیا (ایولیس) واقع در آسیای صغیر به دنیا آمد. پدرش در این شهر دچار فقر شد و به‌ناچار به آسکرا مهاجرت نمود. هزیود از کودکی به شبانی پرداخت و در مزارع کار کرد و در پی گله‌های خود، در دامنهٔ کوهستان هلیکون خرامید. در همین زمان بود که طبع شعر در وی به وجود آمد و انگار که خدایان هنر در کالبد او، شعر دمیدند. پس به خواندن و سرودن شعر روی آورد و ضمن شرکت در مسابقات شعر و موسیقی، موفق به دریافت جوایز متعدد گردید. بنا به گفته عده‌ای، وی برخی از این جوایز را از دست هومر دریافت کرده‌است.
ویل دورانت به اعتبار همین دلبستگی هسیود به شعر و موسیقی، وی را خنیاگر آسکرا نامیده‌است.
هزیود مانند سایر یونانیان، به اسطوره‌شناسی و داستان‌های شگفت‌آور کهن علاقهٔ بسیار داشت و همین علاقه او را به نگارش نسب‌نامه یا تبارنامه‌ای برای خدایان واداشت.
در دورانی از زندگی، به هزیود، ارث قابل‌توجهی رسید، اما برادر او، پرسئوس با فریبکاری بخشی از این میراث را، به نفع خود ضبط کرد که همین باعث شد که هسیود منظومهٔ استواری خطاب به برادرش بسراید و در آن او را اندرز دهد.
دربارهٔ مرگ هسیود در تاریخ به‌صراحت مطلبی درج نشده‌است، امّا بنابر برخی روایات، هسیود وقتی که به سن ۸۰سالگی رسیده بود، دختری به نام کلومنه را اغفال کرد و با او نزدیکی کرد. برادر کلومنه، وقتی که از ماجرا آگاه شد، هسیود را کشت و جسدش را به درون دریا انداخت. هرچند که کلومنه باردار شده بود و چندی بعد، در جزیره سیسیل پسری به دنیا آورد. این پسر، که فرزند هسیود محسوب می‌شد، همچون پدر شاعر نام‌داری شد و او ستسیخوروس، شاعر بزمی معروف است.

## آثار
معروف‌ترین اثر هسیود، نسب‌نامه یا تبارنامه‌ای است که وی برای خدایان عصر خویش نوشته و با عنوان تبارنامهٔ خدایان معروف است. این نسب‌نامه که بخش‌هایی از آن هم‌اکنون نیز موجود است، تئوگونیا نام دارد و داستان آفرینش از دید مردم هلنی را روایت میکند که چگونه دنیا با تایتان ها آغاز شد و سپس جنگ تایتانوماخیا رخ داد که طی آن به رهبری زئوس ، خدایان المپ تایتان ها را از حاکمیت گیتی برانداخته و به تارتاروس راندند. بعضی از تایتان ها مانند گایا و پرومتئوس باقی ماندند. که سپس پرومتئوس پس از اعطای آتش به بشر (که آفریده خودش بود) به جمع تایتان های مترود پیوسته و در نوک کوهی برای ابدیت اسیر شد.
اثر دیگر او، منظومهٔ کارها و روزها است که شعری استوار در وصف زندگی کشاورزان است و حکم اندرزنامه‌ای را دارد که خطاب به پرسئوس که برادر بی‌وفای هسیود بود، سروده شده‌است.

## دربارهٔ او
هسیود در تاریخ و فرهنگ و ادبیات یونان باستان از اهمیت بسیار بالایی برخوردار است و او را پس از هومر محبوب‌ترین شاعر کلاسیک یونان دانسته‌اند.
از جمله مفاهیم پیشنهادی خاص او، مفهوم خائوس است. خائوس یا  آشفتگی ازلی، مادهٔ بی‌نظام و بی‌تعیّنی بود که به نظر هزیود، جهان از آن ساخته شده بود. برخی از محققان مفهوم خائوس را به مفهوم قرآنی «هباء» نزدیک دانسته‌اند.
او نیز همچون دیگران از مشاهدهٔ بی‌عدالتی در دنیا به ستوه آمده‌است و دنیا را از دید خود به پنج عصر تقسیم می‌کند: نخست، عصر خدایان، و سپس اعصار پهلوانان و فرزندان خدایان مطرح می‌شود، بعد از آن نوبت به عصر طلایی می‌رسد و به دنبال خود عصر نقره‌ای را به ارمغان می‌آورد و بالأخره عصر حاضر یا عصر آهن که ما آن را ضدآرمان‌شهر می‌نامیم فرا می‌رسد درحالی‌که عصر طلایی را نیز عصر ایدئال آرمان‌شهر می‌دانیم.